# Karlskrona HK
Karlskrona HK – szwedzki klub hokeja na lodzie z siedzibą w Karlskronie.